# Jean Sincere
Jean Sincere (Mount Vernon, 16 agosto 1919 – Los Angeles, 3 aprile 2013) è stata un'attrice e doppiatrice statunitense.

## Biografia
Nel 1949 ha sposato l'attore Charles Carmine Zambello da cui ha avuto due figli: Francesca e Larry. Il loro matrimonio durò fino alla morte di lui, avvenuta nel 1992.
È morta per cause naturali a Los Angeles il 3 aprile 2013, a 93 anni.

## Filmografia parziale
- E.R. - Medici in prima linea (1 episodio, 1999)
- Gli Incredibili - Una "normale" famiglia di supereroi (2004) - voce

## Doppiatrici italiane
Nelle versioni in italiano delle opere in cui ha recitato, Jean Sincere è stata doppiata da:
- Graziella Polesinanti in Private Practice

Da doppiatrice è stata sostituita da: 
- Alina Moradei ne Gli Incredibili - Una normale famiglia di supereroi